# Cristoforo Fracassi Ratti Mentone di Torre Rossano
Cristoforo Fracassi Ratti Mentone di Torre Rossano (Roma, 26 giugno 1900 – 1975) è stato un nobile e diplomatico italiano.
È stato ambasciatore d'Italia in Egitto, Sudafrica, Giappone e Spagna.

## Biografia
Cristoforo Fracassi Ratti Mentone di Torre Rossano nacque a Roma il 26 giugno 1900, figlio di Domenico Fracassi Ratti Mentone di Torre Rossano e di Maria Pia Crespi, appartenente all'omonima famiglia di imprenditori cotonieri lombardi poi azionisti del Corriere della Sera.
Cristoforo s'iscrisse alla Facoltà di Giurisprudenza a Torino nel 1916, per poi laurearsi all'Università di Genova nel dicembre 1920. In seguito ad esame di concorso entrò in diplomazia nel 1923 e assunse al Ministero degli Affari Esteri, dove rimase fino al 1926 quando venne destinato al consolato di Cannes nel 1926. Fu trasferito all'Ambasciata di Madrid nel 1927 dove rimase fino al 1929, quando fu destinato al consolato di Nantes.
Nel 1932 fu richiamato in servizio a Roma presso il Ministero degli Affari Esteri, collaborando con il capo di gabinetto di Mussolini, Pompeo Aloisi: come membro della delegazione italiana partecipò quale segretario all'Assemblea straordinaria della Società delle Nazioni nel novembre 1932 e alla Conferenza monetaria internazionale di Londra nel giugno 1933. Nominato primo segretario di Legazione di seconda classe nell'agosto 1933, nel febbraio 1934 fu inviato a Londra a lavorare all'Ambasciata italiana guidata da Dino Grandi. Fracassi rimase a Londra fino all'intervento dell'Italia nella Seconda Guerra Mondiale nel giugno 1940. Egli collaborò strettamente con Grandi e poi con Giuseppe Bastianini, vivendo in prima persona la crisi etiopica, la guerra civile spagnola e il deterioramento delle relazioni fra Italia e Regno Unito.
Scoppiata la Guerra mondiale, rimase in servizio al Ministero a Roma, venendo destinato come consigliere di Legazione all'Ambasciata di Madrid nel febbraio 1942, per poi essere nominato capo dell'ufficio distaccato a Vichy della rappresentanza italiana a Parigi nel maggio 1943.
Dopo l'armistizio del settembre 1943 Fracassi dichiarò fedeltà al governo del Re e venne internato insieme ai suoi collaboratori a Vittel dalle forze germaniche per poi essere trasferito a Salsomaggiore nel febbraio 1944. Liberato dalla prigionia, dal giugno 1945 riprese servizio al Ministero degli Affari Esteri, divenendo nel dicembre 1944 capo del servizio Affari generali. Nel 1947, dopo la firma del trattato di pace, venne nominato ministro plenipotenziario in Egitto, dove svolse un ruolo importante nella ricostruzione di una presenza italiana nel Medio Oriente e nel mondo arabo dopo la guerra.
Fu poi trasferito nel 1951 a Pretoria come ministro plenipotenziario italiano presso la Repubblica del Sudafrica, dove rimase fino al 1953. In servizio al Ministero a Roma nel novembre 1953, pochi mesi dopo gli venne affidato un incarico delicato e gravoso, quello di consigliere politico italiano presso l'Amministrazione alleata anglo-americana a Trieste, che svolse con pieno successo fino all'occupazione italiana della città giuliana nell'ottobre 1954.
Fra il 1955 e il 1956 fu direttore generale presso l'Amministrazione fiduciaria italiana della Somalia, per poi essere trasferito a Tokyo con credenziali di ambasciatore. Rimase in Giappone fino al 1958, quando tornò in servizio al Ministero degli Affari esteri. In quegli anni Fracassi era ritenuto uno dei diplomatici italiani più esperti, intelligenti e capaci.
La nomina a capo del Cerimoniale diplomatico della Repubblica Italiana, ruolo che svolse fra il 1958 e il 1961 costituì l'apice della sua carriera ministeriale. Una funzione che lo portò a seguire strettamente l'azione politica internazionale del presidente Giovanni Gronchi. 
Nominato ambasciatore di grado nel dicembre 1960, nel 1961 fu inviato a rappresentare l'Italia nella Spagna di Franco, dove rimase fino al 1964.
Cessò di far parte della Carriera diplomatica il 1º luglio 1965.
Nel 1968 Cristoforo Fracassi prese l'iniziativa, insieme ad un gruppo di altri colleghi in pensione (Renato Bova Scoppa, Benedetto Capomazza, Pellegrino Ghigi, Raimondo Giustiniani, Massimo Magistrati, Luca Pietromarchi, Pietro Quaroni, Carlo Alberto Straneo, Antonio Venturini, Paolo Vita-Finzi) di fondare il Circolo di studi diplomatici, di cui fu il primo presidente, fino alla morte nel 1975. Il Circolo, ancora in attività, sorse per svolgere un'azione di chiarimento e di approfondimento dei vari problemi di politica estera dell'età contemporanea: potevano essere soci i diplomatici che avevano lasciato il servizio attivo con il grado di ambasciatore e con un'esperienza di circa 40 anni passati a contatto con gli affari internazionali.